# Martinique New York
El Martinique New York on Broadway es un hotel histórico en 53 West 32nd Street (también conocido como 1260-1266 Broadway) en Manhattan, Nueva York. Construido por William R. H. Martin en estilo neorrenacentista francés. El hotel pertenece a los Hoteles Históricos de América. Fue el escenario del estudio de Jonathan Kozol, Rachel and Her Children: Homeless Families in America (1988).

## Sitio
Se construyó en lotes en las calles 33 y 32, y también en la esquina noreste de Broadway y la calle 32. El Hotel Alcazar, de 12 pisos y 165 habitaciones, en un momento contó con el Hotel Martinique en el lado norte de la calle 34, al este de Broadway. Al este está el Empire State Building y las tiendas de la  Quinta Avenida, mientras que al oeste está la Estación Pensilvania.

## Historia
Fue construido entre 1897 y 1998 por William R.H. Martin, quien dirigía el negocio de Rogers Peet. El estilo neorrenacentista francés fue diseñado por Henry Janeway Hardenbergh. Martin había comprado el terreno en 1892 y, en 1893 y 1895, compró terrenos adicionales para construir el hotel que deseaba. La tienda de la parte alta de Rogers Peet estaba en el mismo edificio. Después de su apertura, Martin comenzó a publicar una serie de anuncios cortos para presentar su casa, los anuncios aparecían varias veces a la semana en el The Sun y The New York Times.

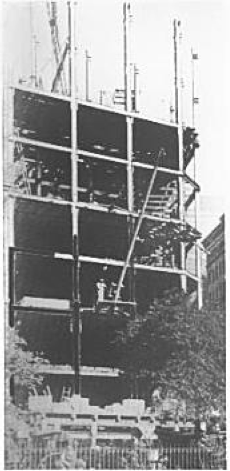
Trabajos de construcción en el Hotel Martinique, hacia 1910.

Fue diseñado originalmente como un edificio de apartamentos. Más tarde, se descubrió que las necesidades de la ubicación serían más adecuadas para un hotel. Así se hizo y todavía no había espacio suficiente para la creciente demanda del barrio. Una primera ampliación, pequeña,  ocurrió en 1901-1903, seguida de una más grande en 1907-1911, que, con la excepción de la pequeña propiedad en la esquina de la calle 33 y Broadway, le dio al hotel una fachada a dos calles con un vestíbulo que atraviesa el hotel a lo largo de Broadway entre las dos cuadras. La adición de 1911 incluyó una continuación del hotel original, situado en la calle 33, que corría alrededor de un pequeño terreno en el que había edificios bajos y de allí a Broadway a medio camino de la calle 32. La nueva adición comenzaba donde terminaba la anterior y continuaba hasta la calle 32, recorriendo una cierta distancia por la calle 32 con la entrada principal en ese lado. Los precios de las habitaciones en 1910 estaban entre 3,50 y 6 dólares y más por día. La sala de Omar Khayyam sirvió como escenario para la «Versión de 1918 de una noche con Omar Khayyam» de Gus Edwards Revue, una actuación de dos noches.
Durante la Segunda Guerra Mundial, Richard Quirin y Heinrich Harm Heinck, conocidos por su participación en la Operación Pastorius, fueron huéspedes registrados en el Hotel Martinique, en contra de la recomendación de George John Dasch.
Desde 1973 hasta finales de 1988, el Martinique fue un hotel de bienestar. En diciembre de 1985 albergaba a más de 1400 niños de 389 familias; dieciocho meses después, había 438 familias. En 1986, la estancia media de un residente en la Martinque era de dieciséis meses. La administración de Ed Koch intentó vaciar el hotel a fines de 1988. El estudio de Kozol sobre las personas sin hogar en 1980, Rachel and Her Children, se desarrolló en el Martinique.
El promotor Harold Thurman arrendó el edificio a los propietarios en 1989, pero estuvo vacío durante varios años antes de renovarlo por completo. Fue designado un hito de la ciudad de Nueva York el 5 de mayo de 1998. y reabrió sus puertas en octubre de 1998 bajo una franquicia de Holiday Inn como Holiday Inn Martinique en Broadway. Cambió a la cadena Radisson en 2005, convirtiéndose en el Radisson Martinique Hotel de Nueva York, y luego en el Radisson Martinique en Broadway. Pertenece a los Hoteles Históricos de América. Se unió a la división Curio Collection de Hilton el 1 de febrero de 2019 y pasó a llamarse Martinique New York on Broadway, Curio Collection by Hilton.

### Asociación de golf
Su historia tiene una larga e importante asociación con la historia del golf en los Estados Unidos. La Asociación de Golfistas Profesionales de América (PGA) se estableció en el hotel el 10 de abril de 1916, donde se reunieron 35 miembros fundadores y 78 profesionales del golf para crear lo que entonces era la organización deportiva más grande del mundo. El Radisson Martinique es el lugar habitual para anunciar el equipo de la American Ryder Cup y, en 2008, Paul Azinger anunció en el hotel los cuatro jugadores que competirían. El 31 de agosto de 2011, se inauguró oficialmente la Galería PGA en el Radisson Martinique para conmemorar el 95 aniversario de la PGA.

## Arquitectura

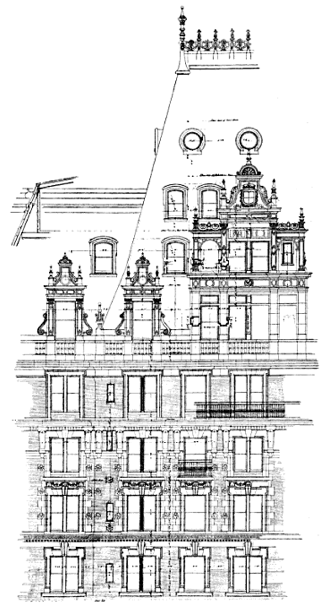
Diagrama del Hotel Martinica, parte superior, elevación de la calle 32

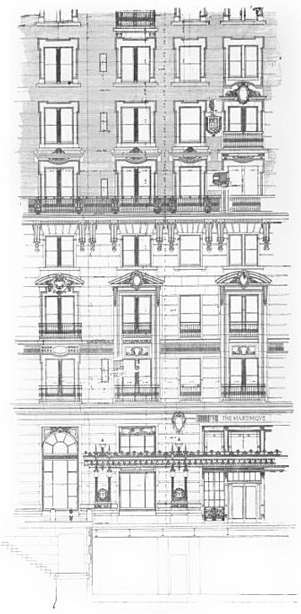
Diagrama de la parte inferior, alzado de la calle 32.

Una publicación de 1918 decía: «Nueva York se destaca por sus hermosos edificios, y el Martinique no es una excepción». Tiene 19 pisos de altura, y «capitaliza la apertura de Greeley Square» (ahora Herald Square ). Fue construido con ladrillo vidriado, terracota y piedra caliza, y presentaba «balcones de mampostería rústica y cartelas prominentes en las tres fachadas» a medida. Está coronado por un gran techo abuhardillado y tiene buhardillas decoradas. La fachada sur sirve como fachada del edificio. Un folleto de 1910 dice: «The Gentlemen's Broadway Cafe es una verdadera joya arquitectónica. Los muros y columnas de mármol italiano dan a esta sala una riqueza que se completa con paneles pompeyanos de indiscutible mérito».  El comedor estilo Luis XVI se describe en el mismo folleto: "Los revestimientos y los pilares son de nogal circasiano, que encierran paneles de tapiz de seda dorada". 
En el momento de su inauguración en 1910, el agregado fue de diseño neorrenacentista francés, realizado de manera general en el interior aunque hubo una ligera inclinación hacia el español en los detalles exteriores. La ampliación y la edificación más antigua estaban conectadas con un gran patio entre los dos edificios, formando un ángulo en ese punto. La planta baja tenía un gran vestíbulo. A su derecha estaba el comedor principal y, a la izquierda, el Broadway Café. Justo debajo del Broadway Café, bajando un tramo de escaleras de mármol, estaba el Grill. El Broadway Café contenía paredes de luz, piedra artificial y su techo fue tratado al estilo neorrenacentista italiano, ornamentado en bajo relieve. Las paredes del pasillo eran de mármol griego Skyros en gris y amarillo con un ligero veteado violeta. 
El artesonado realizó esta combinación de colores. El gran comedor se inspiró en la Galerie d'Apollon del Louvre. El primer piso tenía un vestíbulo de estilo Luis XIV, con carpintería de madera de roble oscuro tallada y paredes completamente cubiertas con tapices de la época. Desde este vestíbulo se accedía al salón de Té, cuyas paredes de piedra artificial estaban cubiertas con rejas de madera, pintadas de verde, mientras que la claraboya de toda la habitación estaba oculta por vigas y rejas con enredaderas entrelazadas. Junto a este había un salón de banquetes de estilo flamenco en roble oscuro. Las puertas de madera tallada se colocaron con espejos con paneles en el vestíbulo del vestíbulo. Las puertas del ascensor eran de bronce.
El Hotel Martinique dispone de 532 habitaciones. Lo sirven dos restaurantes; el Petit Poulet sirve cocina bistró francesa, mientras que el Martinique Cafe ofrece cocina internacional y estadounidense. El edificio es un hito designado por la ciudad de Nueva York.